# Fabian Schulze
Fabian Schulze (* 7. März 1984 in Filderstadt; † 25. Februar 2024 in Sonthofen) war ein deutscher Stabhochspringer.

## Karriere
Schulze war 2006 und 2011 Deutscher Vizemeister, in der Halle war er 2005 und 2006 Zweiter. Er wurde Fünfter bei den Halleneuropameisterschaften 2005 und Vierter bei den Hallenweltmeisterschaften 2006. Bei den Europameisterschaften 2010 erreichte Schulze den sechsten Platz, ebenso bei den Halleneuropameisterschaften 2011.
Seine Bestleistung im Freien von 5,81 m stellte er 2006 auf. Seine persönliche Bestleistung in der Halle liegt bei 5,83 m. Er erzielte sie beim Sparkassen-Cup 2007 in Stuttgart. Er startete für das LAZ Salamander Kornwestheim-Ludwigsburg, die LG Leinfelden-Echterdingen und die LG Stadtwerke München. Die letzten Wettkampfergebnisse sind aus dem Jahr 2014 registriert.
Fabian Schulze starb  am 25. Februar 2024, wenige Tage vor seinem 40. Geburtstag, in seiner Wahlheimat Sonthofen an den Folgen einer Erkrankung.

## Erfolge
- Deutscher Meister B-Jugend 2001
- dreimaliger Deutscher Meister Deutsche Jugendmeisterschaften
- 4. Deutsche Meisterschaften 2003
- 8. Deutsche Hallenmeisterschaften 2003
- 3. Junioreneuropameisterschaften 2003
- 4. Deutsche Meisterschaften 2004
- 3. Deutsche Hallenmeisterschaften 2004
- 4. Deutsche Meisterschaften 2005
- 2. Deutsche Hallenmeisterschaften 2005
- 2. U23-Europameisterschaften 2005
- 5. Halleneuropameisterschaften 2005
- 2. Deutsche Hallenmeisterschaften 2006
- 4. Hallenweltmeisterschaften 2006
- 4. World Athletics Final in Stuttgart
- 3. Deutsche Hallenmeisterschaften 2008
- 3. Deutsche Meisterschaften 2010
- 6. Europameisterschaften 2010
- 4. Deutsche Hallenmeisterschaften 2011
- 6. Halleneuropameisterschaften 2011
- 2. Deutsche Meisterschaften 2011